# Università di scienze agricole e medicina veterinaria Ion Ionescu de la Brad
L'Università di scienze agricole e medicina veterinaria Ion Ionescu de la Brad è un'università pubblica con sede a Iași. È intitolata all'agronomo Ion Ionescu de la Brad, vissuto nel XIX secolo.